# Tenno
Tenno é uma comuna italiana da região do Trentino-Alto Ádige, província de Trento, com cerca de 1.732 habitantes. Estende-se por uma área de 28 km², tendo uma densidade populacional de 62 hab/km². Faz divisa com Arco, Comano Terme, Fiavé, Ledro e Riva del Garda.